# Parafia Serca Jezusowego w Zamościu
Parafia Najświętszego Serca Pana Jezusa i Narodzenia Najświętszej Maryi Panny w Zamościu – parafia Kościoła Polskokatolickiego w RP, położona w dekanacie zamojskim diecezji warszawskiej.

## Historia
Początkiem dziejów parafii polskokatolickiej w Zamościu był odczyt o Kościele Polskokatolickim, który wygłosił ksiądz Marian Piechociński, pierwszy misjonarz tego Kościoła w Zamościu. Temat odczytu, który odbył się 18 kwietnia 1926 poruszył głęboko opinię publiczną, niebawem wyłoniono Komitet Organizacyjny Powstania Parafii Polskokatolickiej w Zamościu. Odruch społeczeństwa miasta i okolic był tak silny, że przeciwnikom zabrakło odwagi do akcji zaczepnej.
Formalne istnienie parafii związane jest z dniem 13 maja 1926. W uroczystość Wniebowstąpienia Pańskiego liczne rzesze mieszkańców Zamościa i okolic w dawnych koszarach przy ówczesnej ulicy Lwowskiej 92 wysłuchały po raz pierwszy Mszy św. w języku polskim, pomimo sprzeciwu policji i kleru rzymskokatolickiego. 28 grudnia 1926 zakupiono plac pod budowę kościoła – w czerwcu 1927 na uroczystość Bożego Ciała stanęła świątynia, choć nie całkiem jeszcze wykończona. Ulica przy której stanęła świątynia polskokatolicka, na wniosek Rady Parafialnej oraz Klubu Radnych Polskiej Partii Socjalistycznej otrzymała od Rady Miejskiej nazwę Odrodzenia. Nazwę ulica otrzymała ze względu na odrodzeniową działalność Kościoła i parafii polskokatolickiej. 23 listopada 1926 do kościoła przybył sam organizator Kościoła ksiądz biskup Franciszek Hodur. Dostojnego gościa powitał pod kaplicą proboszcz ks. Władysław Marcin Faron z licznie zgromadzonymi wiernymi. 11 września 1926 na sesji Rady Miasta został zgłoszony nagły wniosek Klubu Radnych PPS dotyczący przyznania Kościołowi polskokatolickiemu placu na cmentarz.
W latach 30. XX wieku nastąpił kryzys w funkcjonowaniu parafii, przyczynił się do tego ks. Władysław Marcin Faron. Najpierw jako dzielny proboszcz i dziekan, potem biskup zwołał samowolnie synod, który uczynił go arcybiskupem. Zaczęła się walka pomiędzy zwolennikami Kościoła Narodowego, a zwolennikami ks. Farona. W walce tej parafia pomniejszyła liczbę wiernych w sposób tragiczny. W okresie II wojny światowej Niemcy zamienili świątynię na magazyn zbożowy, utrudniając w ten sposób jej funkcjonowanie.
10 maja 1976 na zlecenie Jego Ekscelencji ks. Biskupa Naczelnego Tadeusza Ryszarda Majewskiego, probostwo parafii zamojskiej objął ks. Zbigniew Krekora i funkcję tę pełni do dziś. W 1993 budynek otrzymał nową elewację. Wewnątrz świątyni znajduje się piękna polichromia przedstawiająca sceny biblijne oraz historię Kościoła.

### Proboszczowie parafii
- 1926-1932 – ks. bp Władysław Marcin Faron
- 1932-1945 – vacat
- 1945-1957 – ks. Walerian Kierzkowski
- 1957-1959 – ks. Tadeusz Elerowski
- 1959-1965 – ks. dziek. Edward Jakubas
- 1965-1976 – ks. Marian Strzałka
- 1976-2020 – ks. Zbigniew Krekora
- od 2020 – ks. Kamil Wołyński